# Барбарисовые (триба)
Барбарисовые (лат. Berberideae) — триба цветковых растений семейства Барбарисовые (Berberidaceae). 

## Представители
Триба включает  в себя 11—14 родов в двух подтрибах:
- Подтриба Berberidinae, включает 3—4 рода:

- Berberis  L. — Барбарис
- ×Mahoberberis C.K.Schneid., гибрид Магонии и Барбариса
- Mahonia  Nutt. — Магония, рядом ботаников считается синонимом рода Барбарис
- Ranzania T.Itô

- Подтриба Epimediinae, включает 8—10 родов:

- Achlys DC.
- Bongardia  C.A.Mey. — Бонгардия
- Diphylleia  Michx. — Двулистник
- Dysosma  Woodson, рядом ботаников считается синонимом рода Подофилл
- Epimedium  L. — Эпимедиум, или Горянка
- Jeffersonia  Barton — Джефферсония
- Plagiorhegma  Maxim.
- Podophyllum L. — Подофилл
- Sinopodophyllum T.S.Ying, рядом ботаников считается синонимом рода Подофилл
- Vancouveria C.Morren & Decne. — Ванкуверия